# Ganot
Ganot (hebrejsky גַּנּוֹת, doslova „Zahrady“, v oficiálním přepisu do angličtiny Gannot) je vesnice typu mošav v Izraeli, v Centrálním distriktu, v Oblastní radě Emek Lod.

## Geografie
Leží v nadmořské výšce 26 metrů v hustě osídlené a zemědělsky intenzivně využívané pobřežní nížině. Severně od vesnice protéká Nachal Ajalon. Na sever od mošavu rovněž leží bývalá centrální skládka odpadu pro telavivskou aglomeraci Chirija, která má podobu umělého pahorku. Počátkem 21. století byly zahájeny přípravy na proměnu bývalé skládky na Ajalonský park (později přejmenován na Šaronův park).
Obec se nachází 8 kilometrů od břehu Středozemního moře, cca 8 kilometrů jihovýchodně od centra Tel Avivu, cca 47 kilometrů severozápadně od historického jádra Jeruzalému a 3 kilometrů východně od města Cholon. Leží v silně urbanizovaném území, v jihovýchodní části aglomerace Tel Avivu. 5 kilometrů východním směrem od mošavu se rozkládá Ben Gurionovo mezinárodní letiště. Ganot obývají Židé, přičemž osídlení v tomto regionu je etnicky převážně židovské.
Ganot je na dopravní síť napojen pomocí dálnice číslo 4 a dálnice číslo 1 z Tel Avivu do Jeruzalému, které se u obce kříží a vytvářejí jeden z nejfrekventovanějších dopravních uzlů v zemi. Paralelně s dálnicí číslo 1 vede rovněž železniční trať do města Lod, která ale nemá v mošavu stanici.

## Dějiny
Ganot byl založen v roce 1953. Podle jiného zdroje došlo k založení již roku 1950 a zakladateli mošavu, stejně jako v případě sousední vesnice Chemed, měla být skupina veteránů izraelské armády z bojů během války za nezávislost v letech 1948–1949, kteří se po návratu z války rozhodli pro vesnický způsob života. Pak ale byla osídlena nově prostřednictvím stavební společnosti Rassco.
Jméno vesnice odkazuje na biblický citát z Knihy Jeremjáš 29,5: „Stavějte domy a bydlete v nich, vysazujte zahrady a jezte jejich plody“
Správní území vesnice dosahuje 500 dunamů (0,5 kilometru čtverečního). Původně šlo o ryze zemědělské sídlo, v současnosti ovšem většina obyvatel za prací dojíždí mimo obec.

## Demografie
Podle údajů z roku 2014 tvořili naprostou většinu obyvatel v Ganot Židé (včetně statistické kategorie "ostatní", která zahrnuje nearabské obyvatele židovského původu ale bez formální příslušnosti k židovskému náboženství).
Jde o menší obec vesnického typu s dlouhodobě mírně rostoucí populací. K 31. prosinci 2014 zde žilo 613 lidí. Během roku 2014 populace klesla o 3,6 %.
| Rok            | 1961 | 1972 | 1983 | 1995 | 2001 | 2003 | 2004 | 2005 | 2006 | 2007 | 2008 | 2009 | 2010 | 2011 | 2012 | 2013 | 2014 |
| -------------- | ---- | ---- | ---- | ---- | ---- | ---- | ---- | ---- | ---- | ---- | ---- | ---- | ---- | ---- | ---- | ---- | ---- |
| Počet obyvatel | 192  | 304  | 337  | 441  | 465  | 464  | 480  | 492  | 513  | 533  | 537  | 655  | 628  | 639  | 621  | 636  | 613  |